# Kuzelin
Kuzelin egy várhely Horvátországban, a Zágrábhoz tartozó Glavnica Donja határában.

## Fekvése
Szeszvetétől mintegy 15 km-re északra, Maróca és Glavnica Donja falvak felett a Medvednica keleti lejtőin, az 511 méter magas Kuzelin-hegy tetején található. A várhely a 47A számú turistaösvényen közelíthető meg, mely a Grohot menedékházhoz vezető 47-es számú túraútról ágazik le.

## Története
A Kuzelin régészeti lelőhelyet az i. e. 4. és a 3. évezred között a kőrézkor óta folyamatosan lakták, a késő bronzkorban i. e. 1000 és 700 között pedig az ún. urnamezős kultúra népe élt itt. A korai vaskorban a hallstatti kultúra, majd a késő vaskorban a kelta La Tène-kultúra népe lakta, majd lakott volt a népvándorlás idejéig, egészen a 6. század második feléig. Az első dokumentált régészeti nyomok a kőrézkorig nyúlnak vissza egy diabázból és gránitból készült kőszekerce formájában. A kora bronzkori fazekasságot a litzeni kerámiák képviselik az i. e. 18. századból. Az urnamezős kultúra korai szakaszából, az i. e. 10. - 8. századig a Kuzelin-hegyen előkerült számos kerámiatöredék, kézi csiszoló, egy nagy bronztű és egy geometrikus díszítésű karkötő származik. További időrendi sorrendben számos lelet található a La tène korszakból, melyek nyugati kelta tauriscus törzshöz tartoztak. 
A kelták újjáépítették a Kuzelin-hegyen talált ősi telepet, hozzáépítve az északkeleti oldalon egy második, alacsonyabb védett fennsíkot, ahol házakat építettek. A korai, középső és késői La Tène-kultúra fibuláit fedezték fel ott. Különösen fontos más kultikus tárgyakkal együtt egy meztelen férfi, esetleg druida vagy Apolló bronzfigurájának megtalálása. Az időrendi szempontból fontosak az 1. századi ezüstpénz leletek, amelyek az ún. szamobori típusú kelta érmékhez tartoznak, de előkerült egy keleti kelta érme is. A kelta időszakot a finom kidolgozású grafitos kerámia leletek teszik teljessé. Miután a Római Birodalom behatolt ezekre a területekre a kuzelini települést felhagyták. Az ezutáni első leletek (fibulák, fazekas termékek) a 2. század végén jelennek meg, majd első első barbár betörésekkel egyidejűleg Faustina császárné érméi következnek. A 3. század végét Gallienus és felesége, Salonina, valamint II. Aurelianus és Claudius pénze képviseli. A vár déli oldalán talált fibulák, kerámiák és téglaépületek körülbelül 4 x 4 méteres téglapadlói a 4. század második felében, a késő ókorban kelteződtek. 
A társadalmi élet jelentős megújulása következett be 4. század végén és az 5. század elején, melyet Valens, Valentinianus, Gratianus, Theodosius és Honorius császárok érméi jeleznek a pénzleletek között. A 4. század folyamán az alsó fennsík keleti oldalán 200 m hosszú védőfalat emeltek. Belső oldalán mintegy 4 x 4 méteres faépületek épülnek egymás után. A fal mentén két fülbevalóval és négy karkötővel gazdag női sírt tártak fel. Ugyanitt került elő Valens császár pénze és egy edény. A 4. és 5. századból számos kerámiatárgyat, valamint vas- és bronztermékeket (szerszámokat, fegyvereket és ékszereket) találtak. Miután az 5. és 6. század nagy részében a vár már elhagyatott volt, pusztulására 6. században került sor. A késő ókori, a korai avar és a 6. század végi germán nyilak leletei jelentik az emberi jelenlét utolsó nyomait.

## A vár mai állapota
A várhely formája körülbelül kétszáz méter hosszú és negyven méter széles ellipszisre emlékeztet. A lapos fennsík két szintre oszlik: egy megemelt középső részre és egy alacsonyabb gyűrűre, amely körülveszi. A régészeti kutatások az 1970-es évek közepén és második felében kezdődtek. A szodázás után a rendszeres ásatások 1981-ben indultak meg és ma is tartanak.